# Sinclairia klattii
Sinclairia klattii là một loài thực vật có hoa trong họ Cúc. Loài này được (B.L.Rob. & Greenm.) H.Rob. & Brettell miêu tả khoa học đầu tiên năm 1974.